# Melanozosteria komodensis
Melanozosteria komodensis es una especie de cucaracha terrestre del género Melanozosteria, tribu Polyzosteriini, subfamilia Polyzosteriinae. Fue descrita científicamente por Bey-Bienko en 1965.

## Distribución
Se distribuye por Asia: Indonesia (isla Komodo).